# やじるし→
『やじるし→』は、日本の声優ユニット「ぽかぽかイオン」による1枚目のシングル。2022年3月2日にflying DOGから発売された。

## 概要
TVアニメ『スローループ』に登場するキャラクターの声優東山奈央、安野希世乃による声優ユニット「ぽかぽかイオン」による1枚目のシングル。
本曲は2017年から非公式でユニットを組んでいた「ぽかぽかイオン」が公式に結成された最初の楽曲となっている。
本曲には3バージョンあり、ぽかぽか盤(限定盤A)にはミュージックビデオと「ぽかぽかイオンのこたつ・パーティ!」を収録したDVDが付属とカップリング曲である「手紙の塔」が収録されている。イオン盤(限定盤B)にはラジオCDとカップリング曲の「まわりみち」が収録されている。アニメ通常盤は通常曲に加え、「やじるし→」のTVサイズが収録されており、「スローループ」描き下ろしスペシャルイラストジャケットとなっている。
チャート
オリコン週間チャートは最初に9位と最高順位でランクインと一桁台で好調だったが登場回数は5回に終わった。

## 収録曲
| #         | タイトル                                      | 作詞       | 作曲・編曲 | 時間  |
| --------- | --------------------------------------------- | ---------- | ---------- | ----- |
| 1.        | 「やじるし→」(テレビアニメ「スローループ」OP) | 岩里祐穂   | 山下宏明   | 4:31  |
| 2.        | 「僕の宝物」                                  | 椿山日南子 | 椿山日南子 | 4:21  |
| 3.        | 「やじるし→」(TV size)                        |            |            | 1:36  |
| 4.        | 「僕の宝物」(instrumental)                    |            |            | 4:20  |
| 5.        | 「やじるし→」(instrumental)                   |            |            | 4:29  |
| 合計時間: | 合計時間:                                     | 合計時間:  | 合計時間:  | 19:17 |

| #         | タイトル                                | 作詞  | 作曲・編曲 | 時間  |
| --------- | --------------------------------------- | ----- | ---------- | ----- |
| 1.        | 「やじるし→」(MV)                       |       |            | 4:36  |
| 2.        | 「ぽかぽかイオンのこたつ・パーティー!」 |       |            | 32:22 |
| 合計時間: | 合計時間:                               | 36:58 |            |       |

カップリング曲
カップリング曲として「手紙の塔」が収録されている。作詞は児玉雨子、作詞編曲は西脇辰弥が担当している。
| #         | タイトル                                           | 作詞  | 作曲・編曲 | 時間  |
| --------- | -------------------------------------------------- | ----- | ---------- | ----- |
| 1.        | 「なおときよのの「ぽかイオらじお(仮)」」(ラジオCD) |       |            | 33:49 |
| 合計時間: | 合計時間:                                          | 33:49 |            |       |

カップリング曲
カップリング曲として「まわりみち」が収録されている。作詞は西直紀、作曲編曲は鈴木智文が担当している。